# Рајнхардсхаген
Рајнхардсхаген (њем. Reinhardshagen) општина је у њемачкој савезној држави Хесен. Једно је од 29 општинских средишта округа Касел. Према процјени из 2010. у општини је живјело 4.850 становника. Посједује регионалну шифру (AGS) 6633022.

## Географски и демографски подаци
Рајнхардсхаген се налази у савезној држави Хесен у округу Касел. Општина се налази на надморској висини од 159 – 472 метра. Површина општине износи 13,0 km². У самом мјесту је, према процјени из 2010. године, живјело 4.850 становника. Просјечна густина становништва износи 374 становника/km².